# شقران أبرامزي
شقران أبرامزي (الاسم العلمي: Puccinia abramsii) هو نوع من الفطريات يتبع جنس الشقران من الفصيلة الشقرانية.